# Вільям Стренг
Вільям Стренг (англ. William Strang, 1st Baron Strang; 2 січня 1893 — 27 травня 1978) — барон, дипломат, радник уряду Великої Британії від 1930-х до 1950-х років, постійний заступник Міністра закордонних справ від 1949 до 1953 року.

## Життєпис
Брав участь у перемовинах Н. Чемберлена з А. Гітлером під час чехословацької кризи 1938 року.
Як уповноважений Міністерства закордонних справ Великої Британії брав участь в англо-франко-радянських перемовинах 1939 року.
Брав участь у роботі Московської конференції міністрів закордонних справ СРСР, США і Великої Британії 1943 року, що відбувалась від 19 до 30 жовтня 1943 року в Москві.
Брав участь у роботі Європейської Консультативної Комісії.